# Compsophis laphystius
Espèce
Synonymes
- Geodipsas laphystia Cadle, 1996

Statut de conservation UICN

 LC  : Préoccupation mineure
Compsophis laphystius est une espèce de serpents de la famille des Lamprophiidae.

## Répartition
Cette espèce est endémique de Madagascar.

## Description

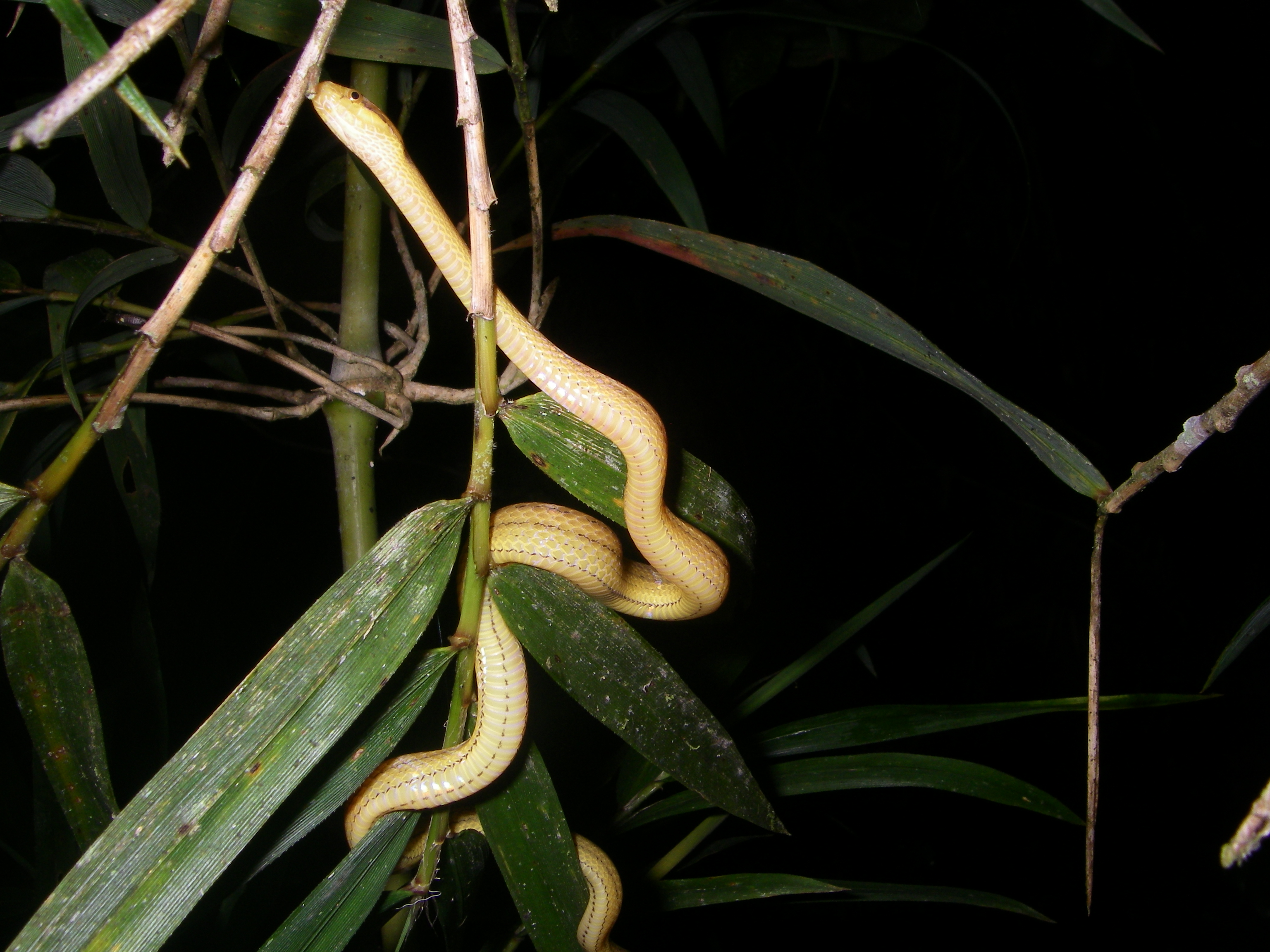
Compsophis laphystius

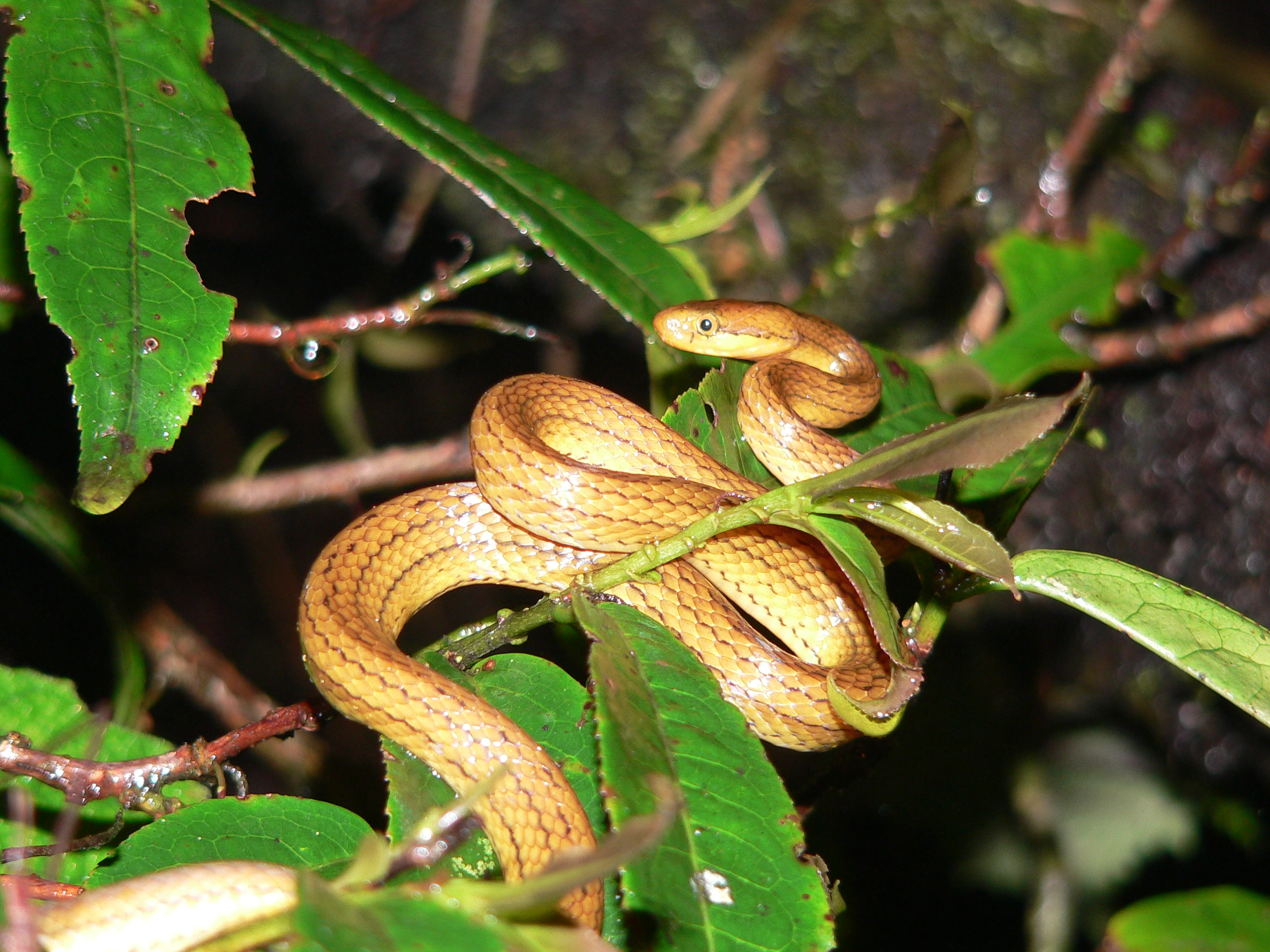
Compsophis laphystius

L'holotype de Compsophis laphystius, un adulte mâle, mesure 622 mm dont 153 mm pour la queue. Cette espèce varie selon les individus d'une coloration jaune à brune avec des motifs brun foncé. Sa face ventrale est habituellement jaune pâle mais certains individus présentent une coloration blanc sale. Des taches foncées ornent la partie postérieure du corps et la queue. Cette espèce serait arboricole et de mœurs  nocturnes selon les propres observations de l'auteur. Son alimentation se compose d'amphibiens et de leurs œufs, notamment les espèces des genres Boophis, Mantidactylus...

## Étymologie
Son nom d'espèce, forme latinisée du grec ancien λαφύστιοσ, laphýstios, « goinfre », lui a été donné en référence à l'appétit vorace dont elle fait preuve pour les œufs d'amphibiens.

## Publication originale
- Cadle, 1996 : Systematics of snakes of the genus Geodipsas (Colubridae) from Madagascar, with descriptions of new species and observations on natural history. Bulletin of the Museum of Comparative Zoology at Harvard College, vol. 155, n. 2, p. 33-87 (texte intégral).